# Armand-Louis de Vignerot du Plessis d'Aiguillon
Armand-Louis de Vignerot du Plessis, duca d'Aiguillon (Londra, 9 ottobre 1683 – Parigi, 31 gennaio 1750), è stato uno scrittore e nobile francese.
Marito di Anne-Charlotte d'Aiguillon, fu autore di un Recueil des pièces choisies rassemblées par les soins du cosmopolite (1735).

## Biografia
Nato a Londra nel 1683, Armand-Louis de Vignerot Richelieu era pronipote di Marie-Madeleine de Vignerot Duplessis Richelieu, prima duchessa di Aiguillon, e pronipote di Marie-Madeleine-Thérèse de Vignerot, II duchessa d'Aiguillon. Suo padre Louis-Armand, marchese de Richelieu (1654-1730; marito di Marie-Charlotte de La Porte de La Meilleraye e figlio di Jean-Baptiste Amador de Vignerot, nonché nipote di François de Vignerot de Pont-Courlay, quest'ultimo nipote del cardinale Richelieu) ereditò le terre di Aiguillon ma non riuscì ad ottenere il titolo di duca che venne lasciato in eredità a sua zia, Marie-Madeleine-Thérèse de Vignerot se non nel 1731.
È noto in particolare per la sua attività letteraria e per la sua partecipazione a un piccolo cenacolo organizzato sotto il patrocinio di Luisa Elisabetta di Borbone-Condé, principessa di Conti, con l'abate de Grécourt e padre Vinot. Compose o partecipò alla composizione di opere giocose ed erotiche come la Recueil de pièces choisies, rassemblées par les soins du Cosmopolite (1735), una raccolta di pezzi molto liberi che fece stampare in 62 copie a Véretz, o la Suite de la nouvelle Cyropédie, ou Réflexions de Cyrus sur ses voyages (Amsterdam, 1728), molto liberamente ispirata agli scritti di Senofonte e che Alexandre Cioranescu attribuisce però alla mano di Pierre-Francois Guyot Desfontaines. Fu nominato membro onorario dell'Accademia delle scienze nel 1744 e ne divenne presidente nel 1747.
Morì a Parigi nel 1750.

## Matrimonio e figli
Il 12 agosto 1718 sposò Anne-Charlotte de Crussol de Florensac (1700-1772), amica di Montesquieu e dei philosophes. Da questo matrimonio ebbe un solo figlio:
- Emmanuel-Armand (1720-1788), duca di Aiguillon, generale e segretario di Stato.